# Itaguaí
Itaguaí város Brazíliában, Rio de Janeiro államban. Lakosainak száma 116 841 fő (2022). Itaguaí Rio de Janeiro és Seropédica községekkel határos.

## Népesség
A település népességének változása:
| Lakosok száma | 82 003 | 109 091 | 119 143 | 134 819 | 136 547 | 116 841 |
|               | 2000   | 2010    | 2015    | 2020    | 2021    | 2022    |